# Вильялобос, Эберардо
Эбера́рдо Вильяло́бос (исп. Eberardo Villalobos; 1 апреля 1908, Осорно, Чили — 26 июня 1964, Сантьяго, Чили) — чилийский футболист, нападающий, участник чемпионата мира 1930 года.

## Биография
Эберардо Вильялобос играл за чилийский клуб «Рейнджерс». Дебютировал в сборной Чили на чемпионате мира 1930 года в Уругвае. Провёл три матча группового турнира, играя в линии атаки, не забил ни одного гола.
| Матчи и голы Эберардо Вильялобоса за сборную Чили | Матчи и голы Эберардо Вильялобоса за сборную Чили | Матчи и голы Эберардо Вильялобоса за сборную Чили | Матчи и голы Эберардо Вильялобоса за сборную Чили | Матчи и голы Эберардо Вильялобоса за сборную Чили | Матчи и голы Эберардо Вильялобоса за сборную Чили | Матчи и голы Эберардо Вильялобоса за сборную Чили |
| ------------------------------------------------- | ------------------------------------------------- | ------------------------------------------------- | ------------------------------------------------- | ------------------------------------------------- | ------------------------------------------------- | ------------------------------------------------- |
| №                                                 | Дата                                              | Место проведения                                  | Соперник                                          | Счёт                                              | Голы                                              | Турнир                                            |
| 1                                                 | 16 июля 1930                                      | Монтевидео, Уругвай                               | Мексика                                           | 3:0                                               | -                                                 | Чемпионат мира 1930                               |
| 2                                                 | 19 июля 1930                                      | Монтевидео, Уругвай                               | Франция                                           | 1:0                                               | -                                                 | Чемпионат мира 1930                               |
| 3                                                 | 22 июля 1930                                      | Монтевидео, Уругвай                               | Аргентина                                         | 1:3                                               | -                                                 | Чемпионат мира 1930                               |

Итого: 3 матча / 0 голов; 2 победы, 0 ничьих, 1 поражение.